# Каирска конференция
Каирската конференция е среща между трима световни лидери по време на Втората световна война.
Конференцията се провежда между 22 и 26 ноември 1943 г. в Кайро, Египет. В нея вземат участие президентът на САЩ Франклин Рузвелт, министър-председателят на Великобритания Уинстън Чърчил и президентът на Китай генералисимус Чан Кайшъ.
На конференцията е обсъдена стратегията на съюзниците по отношение на Тихоокеанската войната с Япония. Изработена е декларация за перспективите на Далечния изток и островите в Тихия океан след победата над Япония. Декларацията дава гаранции за независимост на Корея и възстановяването на завоюваните от Япония китайски територии.
Аналогични конференции на лидерите на Съюзниците са:
- Техеранска конференция (1943 г.)
- Ялтенска конференция (1945 г.)
- Потсдамска конференция (1945 г.)